# Diffusionsabsorptionskältemaschine
Eine Diffusionsabsorptionskältemaschine (DAK) ist eine Modifikation der Absorptionskältemaschine, die wiederum zu den Kältemaschinen gezählt wird.

## Aufbau
Die Diffusionsabsorptionskältemaschine (DAK) besteht aus folgenden Bauteilen:
1. Austreiber – treibt das Kältemittel durch Erhitzen aus der Lösung aus
2. Entfeuchter – auch Rektifikator, trennt Reste von Lösungsmittel vom dampfförmigen Kältemittel
3. Kondensator – verflüssigt das Kältemittel
4. Verdampfer – verdampft das Kältemittel, die dazu nötige Energie wird äußerlich als Kälteleistung wahrgenommen
5. Absorber – löst das gasförmige Kältemittel wieder im Lösungsmittel
6. Wärmeübertrager für das Inertgas – reduziert die Energieverluste
7. Wärmeübertrager für das Lösungsmittel – reduziert die Energieverluste

Im Gegensatz zur Kompressionskältemaschine (klassischer Kühlschrank) benutzt eine DAK drei verschiedene, umlaufende Substanzen:
1. Lösungsmittel – zum Beispiel Wasser
2. Kältemittel – zum Beispiel Ammoniak (NH3)
3. Hilfsgas – zum Beispiel Helium oder Wasserstoff

Diese durchlaufen nur teilweise getrennte Kreisläufe.

## Funktionsweise

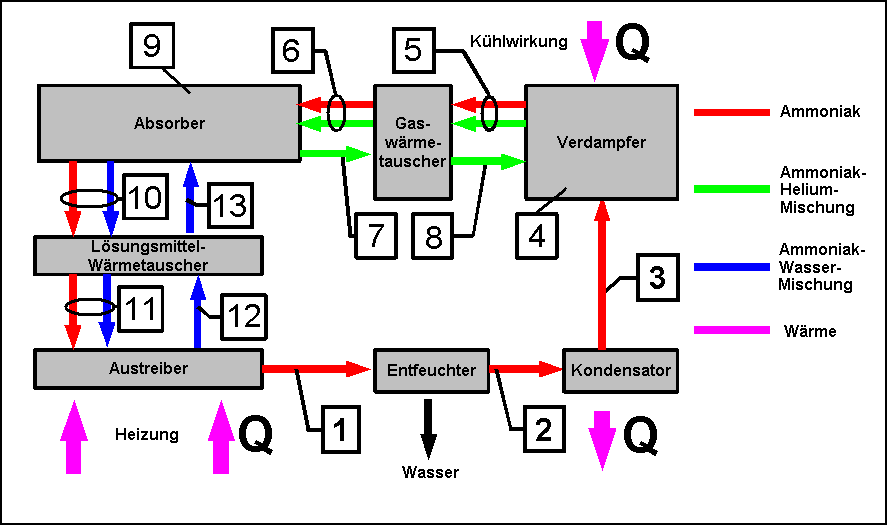
Diffusionsabsorptionskältemaschine

| Abkürzungen: |                                               |
| NiAmWs       | niedrigkonzentrierte Ammoniak-Wasser-Lösung   |
| HoAmWs       | hochkonzentrierte Ammoniak-Wasser-Lösung      |
| NH3          | Ammoniak                                      |
| NiAmHe       | niedrigkonzentriertes Ammoniak-Helium-Gemisch |
| HoAmHe       | hochkonzentriertes Ammoniak-Helium-Gemisch    |
|              |                                               |

| (1)  | NH3 (Gas) + Wasserdampf            |
| (2)  | NH3 (Gas)                          |
| (3)  | NH3 (flüssig)                      |
| (4)  | Mischung NiAmHe + NH3 → HoAmHe     |
|      | und Verdampfung.                   |
| (5)  | HoAmHe kalt                        |
| (6)  | HoAmHe warm                        |
| (7)  | NiAmHe warm                        |
| (8)  | NiAmHe kalt                        |
| (9)  | Trennung HoAmHe → NH3 + NiAmHe und |
|      | Mischung NH3 + NiAmWs → HoAmWs     |
| (10) | HoAmWs kalt                        |
| (11) | HoAmWs warm                        |
| (12) | NiAmWs heiß                        |
| (13) | NiAmWs kalt                        |

### Kühlmittelkreislauf
Der Antrieb, der zum Umlauf führt, entspricht dem Pumpenprinzip der Mammutpumpe, funktioniert also ohne bewegte Teile. Der Kühlmittelkreislauf wird durch die Wärmezufuhr im Austreiber angetrieben.
- Eine hochkonzentrierte Ammoniak-Wasser-Mischung wird im Austreiber stark erwärmt. Dabei entweicht ein Teil des Ammoniaks aus der Lösung und es entsteht ein hoher Druck. Zurück bleibt eine niedrigkonzentrierte Ammoniak-Wasser-Mischung (12). Das Ammoniak (1) strömt nun in den Entfeuchter.
- Im Entfeuchter wird der im Austreiber ebenfalls entstehende Wasserdampf durch Kondensation entfernt. Im Kreislauf verbleibt Ammoniakdampf (2). Dieser gelangt nun in den Kondensator.
- Im Kondensator verflüssigt sich der Ammoniakdampf und Wärme wird abgeführt. Dabei bleibt ein Teil des im Austreiber erzeugten Drucks erhalten (3).
- Das flüssige Ammoniak gelangt in den Verdampfer. Dort wird es dem aus dem Absorber stammenden niedrigkonzentrierten Ammoniak-Helium-Gemisch bei ca. 9 bar zugeführt (es entsteht also ein hochkonzentriertes Ammoniak-Helium-Gemisch) und danach erfolgt eine Verdampfung und Expansion des Ammoniak (aus der Mischung heraus) unter Aufnahme von Wärme (4). Die gewünschte Kühlwirkung wird also an diesem Bauteil erreicht. Das Ammoniak hat dabei einen niedrigen Partialdruck von 5 bar. Dabei sorgt das Helium für den Druckausgleich.
- Dieses hochkonzentrierte Ammoniak-Helium-Gemisch strömt nun über einen Wärmeübertrager (s. u.) in den Absorber (5 und 6). Hier wird das Ammoniak vom aus dem Austreiber zurückkommenden (13) niedrigkonzentrierten Ammoniak-Wasser-Gemisch absorbiert (9). Zurück bleibt niedrigkonzentriertes Ammoniak-Helium-Gemisch (7), welches über den Wärmeübertrager zum Verdampfer zurückgeführt wird (8). Die hochkonzentrierte Ammoniak-Wasser-Mischung (10) kommt jetzt über einen Lösungsmittel-Wärmeübertrager wieder in den Austreiber (11).

### Lösungskreislauf
Der Lösungsmittelkreislauf wird ebenfalls durch die Wärmezufuhr im Austreiber angetrieben.
Das Lösungsmittel durchläuft Austreiber und Absorber, wobei zwischen diesen Bauteilen ein Wärmeübertrager dafür sorgt, dass die Energie des vom Austreiber kommenden, heißen, niedrigkonzentrierten Lösungsmittels zum Vorwärmen des vom Absorber kommenden hochkonzentrierten Lösungsmittels genutzt wird.

### Hilfsgaskreislauf
Das Hilfsgas durchläuft Verdampfer und Absorber, wobei zwischen diesen Bauteilen ein Gaswärmeübertrager für bessere Energienutzung sorgt. Der Antrieb des Hilfskreislaufs erfolgt dabei durch den Dichteunterschied zwischen hochkonzentriertem, kalten und niedrigkonzentriertem, warmem Gas.

## Fazit

### Vorteile
- Keine mechanischen Teile (Pumpe, Kompressor, …)
- Wartungsfrei
- Selbstregulierend
- Kann ohne komplexe Bauteile gebaut werden.
- Arbeitet nahezu geräuschfrei.
- Beliebige Wärmequelle (z. B. Gasflamme oder Sonnenenergie) genügt zum Betrieb, Elektrizität ist dann unnötig.
- Ohnehin vorhandene überschüssige Wärme kann zur Kühlung genutzt werden (z. B. Abwärme von Kraftwerken), sodass kein zusätzlicher Energiebedarf besteht.

### Nachteile
- Mäßiger Wirkungsgrad bei Absorptionskühlschränken zwischen 0,1 und 0,2 wegen einfacher Bauweise ohne Rektifikation (aus Kostengründen)
  - Gasbetriebene Absorberkühlschränke kommen aber dem Wirkungsgrad der Kombination Gaskraftwerk plus elektrischer Kompressorkühlschrank sehr nahe.
- Verbesserter Wirkungsgrad bei indirekt thermisch beheizter Diffusions-Absorptionskältemaschine (DAKM) zwischen 0,3 und 0,5
- Schwierige Konstruktion und Auslegung
- Hohe Dichtheitsanforderung gegen Heliumverlust

### Einsatzgebiete
- Campingkühlschränke
- Hotelminibars
- Solare Klimatisierung
- Solares Kühlen